# Джеймс, Гарри
Га́рри Джеймс (англ. Harry James; 15 марта 1916 — 5 июля 1983) — американский трубач и популярный в первой половине 1940-х годов дирижёр биг-бенда, которым он руководил почти до конца своей жизни. Как трубач Гарри Джеймс был знаменит своими «захватывающими, атакующими соло», а бравурный стиль делал его игру на трубе сразу узнаваемой. Был одним из выдающихся инструменталистов эры свинга.

## Биография
Родился в Олбани, штат Джорджия, в семье Эверетта Роберта Джеймса, дирижера бродячего цирка, Mighty Haag Circus, и Миртл Мейбелл (Стюарт), акробатки и всадницы. Он начал выступать в цирке в раннем возрасте, сначала как акробат в возрасте четырех лет, а затем играл на малом барабане в группе примерно с шести лет. Именно в этом возрасте Джеймса чуть не затоптали цирковые лошади, когда он вышел на цирковую дорожку, в тот момент они выполняли свои трюки, но, к счастью, его защитила любимая лошадь матери, которая стояла над ним, пока другие лошади не пронеслись мимо.
В восемь лет он начал брать уроки игры на трубе у своего отца, а к двенадцати годам он возглавил второй оркестр в цирке братьев Кристи, на который тогда работала его семья. Его отец установил для него строгий распорядок дня. На каждом занятии ему давали несколько страниц для изучения из «Полной школы игры на корнете и саксгорнах» Жан-Батиста Арбана, и ему не разрешалось заниматься каким-либо другим времяпрепровождением, пока он не выучит их. Будучи студентом средней школы Дика Доулинга, он был членом Королевского пурпурного оркестра средней школы Бомонта, в Техасе, а в мае 1931 года занял первое место в качестве солиста на трубе на ежегодном конкурсе Восточного дивизиона Техасской ассоциации учителей, проводившемся в Темпле, Техас.

## Карьера
В 1924 году его семья поселилась в Бомонте, штат Техас. Когда ему было 15 лет, в начале 1930-х годов он начал играть в местных танцевальных коллективах. Джеймс регулярно играл с оркестром Германа Вальдмана, и на одном из выступлений его заметил популярный в стране Бен Поллак. В 1935 году он присоединился к оркестру Поллака, но в начале 1937 года он покидает оркестр и присоединяется к оркестру Бенни Гудмана, где он играл до 1938 года. Его прозвали «Ястреб» за способность читать с листа.
При финансовой поддержке Гудмана, в январе 1939 года он дебютировал со своим биг-бендом в Филадельфии, штат Пенсильвания, но это не имело успеха до тех пор, пока в 1941 году не была добавлена струнная секция. Впоследствии, они выступали под названием «Гарри Джеймс и его создатели музыки» и выпустила хит «You Made Me Love You», который достиг своего пика, оказавшись в десятке лучших синглов за неделю с 7 декабря 1941 года. Он и его группа снимались в трёх фильмах: «Рядовой Бакару», «Две девушки и моряк» и «Весна в Скалистых горах». Он гастролировал с группой до 1980-х годов, и по состоянию на июль 2018 года оркестр Гарри Джеймса, возглавляемый Фредом Радке, все еще активно работал.

### Руководитель биг-бенда
Биг-бенд Джеймса был первым значимым оркестром, в котором выступал вокалист Фрэнк Синатра, который в 1939 году подписал с ним годовой контракт на 75 долларов в неделю. Джеймс хотел изменить имя Синатры на «Фрэнки Сатин», но певец отказался. Синатра проработал всего семь месяцев, а затем присоединился к коллективу Томми Дорси. Вокалисткой группы Джеймс была Хелен Форрест, так же в группу входили барабанщик Бадди Рич и басист Турман Тиг.

## Личная жизнь
Он был женат трижды, сначала 4 мая 1935 года на певице Луизе Тобин, от которой у него было двое сыновей, Гарри Джеффри Джеймс (род. 1941) и Тимоти Рэй Джеймс (род. 1942). Они развелись в 1943 году. Позже в том же году он женился на актрисе Бетти Грейбл. У них было две дочери, Виктория Элизабет (род. 1944) и Джессика (род. 1947), они развелись в 1965 году. В декабре 1967 он женился на танцовщице из Лас-Вегаса Джоан Бойд. У пары родился сын Майкл (1968), они развелись в 1970 году.
Был заядлым курильщиком. В 1983 году ему поставили диагноз лимфатический рак, но он продолжал работать. 6 июня 1983 года в Лос-Анджелесе он вышел последний раз на сцену со своим биг-бендом.
Джеймс Гарри скончался в Лас-Вегасе, Невада всего девять дней спустя своего последнего выступления, 5 июля 1983 года в возрасте 67 лет. Фрэнк Синатра произнес надгробную речь на его похоронах, которые состоялись в Лас-Вегасе.

## Дискография
- См. «Harry James § Singles» в английском разделе.

## Фильмография
- Hollywood Hotel (1937) — (в роли самого себя, в группе Бенни Гудмана)
- Syncopation (1942) — (в роли самого себя)
- Springtime in the Rockies (1942) — (в роли самого себя)
- Private Buckaroo (1942) — (в роли самого себя)
- Swing Fever (1943) — (в роли самого себя)
- Best Foot Forward (1943) — (в роли самого себя)
- Bathing Beauty (1944) — (в роли самого себя)
- Two Girls and a Sailor (1944) — (в роли самого себя)
- Do You Love Me (1946)
- If I’m Lucky (1946)
- Carnegie Hall (1947) — (в роли самого себя)
- I’ll Get By (1950) — (в роли самого себя)
- Young Man with a Horn (1950)
- The Benny Goodman Story (1956) — (в роли самого себя)
- The Opposite Sex (1956) — (в роли самого себя)
- Outlaw queen (1957)
- Riot in Rhythm (1957) — (в роли самого себя)
- The Big Beat (1958)
- The Ladies Man (1961) — (в роли самого себя)
- The Sting II (1983)

### Комментарии
1. ↑  Тромпет — разновидность трубы.